# Ignisious Gaisah
Ignisious Gaisah (* 20. července 1983) je nizozemský sportovec původem z Ghany, atlet, který se specializuje na skok daleký.
V roce 2003 obsadil v soutěži dálkařů na světovém šampionátu čtvrté místo. O dva roky později v Helsinkách vybojoval stříbrnou medaili. V roce 2006 se stal halovým mistrem světa ve skoku do dálky. V této sezóně si vytvořil také osobní rekord 843 cm. V roce 2013 (už jako reprezentant Nizozemska) obsadil druhé místo na mistrovství světa, v roce 2016 získal na evropském šampionátu v soutěži dálkařů bronzovou medaili.